# Smilax riparia
Smilax riparia är en enhjärtbladig växtart som beskrevs av A.Dc. Smilax riparia ingår i släktet Smilax och familjen Smilacaceae.

## Underarter
Arten delas in i följande underarter:
- S. r. acuminata
- S. r. pubescens
- S. r. riparia